# (2149) Швамбрания
(2149) Швамбрания — типичный астероид главного пояса, который был открыт 22 марта 1977 года советским астрономом Николаем Черных в Крымской обсерватории и был назван в честь фантастической страны из романа советского детского писателя Льва Кассиля «Кондуит и Швамбрания».

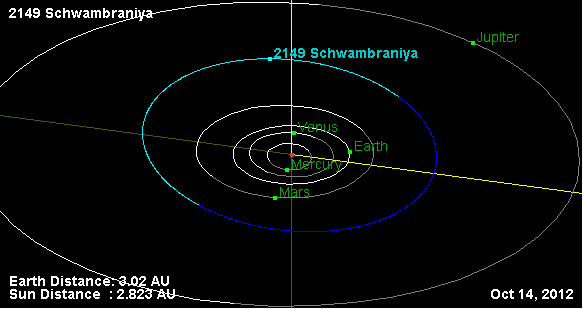
Орбита астероида Швамбрания и его положение в Солнечной системе